# مقاطعة بريفارد (فلوريدا)
مقاطعة بريفارد ، فلوريدا (بالإنجليزية: Brevard County, Florida)‏ هي مقاطعة في ولاية فلوريدا الأمريكية.